# Virginia de Winter
Virginia de Winter (16 luglio 1982) è una scrittrice italiana.

## Biografia
Nata nel meridione d'Italia si è poi trasferita a Roma. Ha iniziato la sua attività realizzando fanfiction della saga di Harry Potter, sul sito EFP. Il suo primo romanzo è stato pubblicato da Fazi Editore nel 2010, con il quale è stata edita la saga di Black Friars dal 2010 al 2013. Successivamente, ha pubblicato due novelle della stessa saga. Nel 2016 è uscito, per HarperCollins, l'ebook Il cammeo di ossidiana e, sempre nello stesso anno, con Mondadori  La spia del mare.

## Opere

### Saga di Black Friars
- Black Friars, L'ordine della spada, Fazi, 2010
- Black Friars, L'ordine della chiave, Fazi, 2011
- Black Friars, L'ordine della penna, Fazi, 2012
- Black Friars, L'ordine della croce, Fazi, 2013

### Novelle
- Le soglie del buio, 2013
- Cinque falci di luna, 2016

### Altre opere
- Il cammeo di ossidiana, HarperCollins, 2016
- La spia del mare, Mondadori, 2016